# Złoczów (stacja kolejowa)
Złoczów (ukr. Золочів, ros. Злочев) – stacja kolejowa w miejscowości Złoczów, w rejonie złoczowskim, w obwodzie lwowskim, na Ukrainie.
Stacja istniała przed II wojną światową